# Tancriana
Tancriana (em armênio: Թանկրիայն; romaniz.: Tankriayn), Taigreana ou Taigreã (Տայգրեան, Taygrean), segundo a Geografia de Ananias de Siracena (século VII), foi um cantão (gavar) da província (ascar) de Vaspuracânia, no Reino da Armênia. Estava situado entre os montes Canassor e o rio Albaque e é possível que seu nome esteja associado ao Tigra mencionado na inscrição de Beistum de Dario I (r. 522–486 a.C.). Englobava uma área de 375 quilômetros quadrados. Possivelmente era um dos cantões que compunham o principado de Albace Maior, um dos domínios originais dos Arzerúnios. Em 387, quando o Reino da Armênia foi dividido entre o Império Romano e o Império Sassânida pelos termos da Paz de Acilisena, permaneceu como um dos territórios remanescentes dos armênios. A Lista Militar (Զորնամակ, Zōrnamak), o documento que indica a quantidade de cavaleiros que cada uma das famílias nobres devia ceder ao exército real, cuja compilação é tardia, menciona Tancriana. É possível que a menção do topônimo seja uma mera indicação geográfica e/ou atesta que Tancriana tornar-se-ia um principado independente durante o período árabe. Cyril Toumanoff propôs que podia reunir 50 cavaleiros. No século X, Tomás Arzerúnio atestou que o distrito ainda existia como um dos domínios arzerúnidas.